# Народна прогресивна партия (Вануату)
Вижте пояснителната страница за други значения на Народна прогресивна партия.
Народната прогресивна партия (на английски: People's Progress Party; на френски: Parti progressiste populaire) е политическа партия във Вануату.
Основана е през 2001 година, когато депутатът Сато Килман и негови привърженици се отделят от Меланезийската прогресивна пратия. Килман е външен министър през 2004 – 2007 година, а през 2011 – 2012 оглавява правителството.
На парламентарните избори през 2012 година партията е втора с 6 от 52 места в парламента.